# 津島恭一
津島 恭一（つしま きょういち、1954年2月4日 - ）は、日本の政治家。
衆議院議員（3期）、国土交通大臣政務官（野田内閣・野田第1次改造内閣・野田第2次改造内閣）などを歴任。

## 来歴
青森県北津軽郡金木町（現五所川原市）生まれ。青森県立青森東高等学校、武蔵大学経済学部卒業後、衆議院議員田沢吉郎の秘書を務める。1996年、第41回衆議院議員総選挙に青森4区（田沢の選出選挙区であった旧青森2区の一部）から自由民主党公認で出馬するが、新進党公認の木村太郎に敗れ落選した。2000年、第42回衆議院議員総選挙に自民党から比例東北ブロック単独で出馬するも再び落選。2003年、御法川英文の死去に伴い繰り上げ当選した。同年の第43回衆議院議員総選挙で再選。2004年11月16日、自民党の当選1～2回の衆議院議員32人による派閥横断の政策勉強会「大風」を結成し、会長に就任。
2005年7月5日、郵政民営化法案の衆議院本会議における採決で反対票を投じ、同年8月12日に自民党に離党届を提出（受理されず、除名された）。8月23日に国民新党に入党し、第44回衆議院議員総選挙では同党公認で青森4区から出馬するが、自民党公認の木村太郎に敗れ、落選した。2007年の第21回参議院議員通常選挙では国民新党公認で比例区から出馬するが、再び落選。2008年に国民新党を離党し、民主党に入党。2009年の第45回衆議院議員総選挙では青森4区で再び木村に敗れるも、重複立候補していた比例東北ブロックで復活し、3選。
2011年6月、民主党内の若手議員を中心にメロスネットを結成し、世話人代表に就任。同年9月、野田内閣で国土交通大臣政務官に任命され、野田第2次改造内閣まで務めた。2012年の第46回衆議院議員総選挙では青森4区で三たび木村に敗れ、比例復活もならず落選。
2013年11月20日に民主党を離党。

## 親族
- 曽祖父 - 津島源右衛門（元衆議院議員・貴族院議員）
- 大伯父 - 津島文治（元衆議院議員・青森県知事）
- 大叔父 - 太宰治（作家、本名津島修治）
- 従叔父 - 津島雄二（元衆議院議員、太宰治の婿養子）

## 所属していた団体・議員連盟
- 神道政治連盟国会議員懇談会